# 니시센16조 정류장
니시센16조 정류장(일본어: 西線16条停留場, にしせんじゅうろくじょうていりゅうじょう)은 일본 홋카이도 삿포로시 주오구에 위치한 삿포로 시 교통국(삿포로 시영 전차) 야마하나니시 선의 정류장이다. 정류장 번호는 SC09이다.
평일 아침 러시아워에는 본 정류장과 스스키노 정류장 사이에서 회송 운전이 실시된다.

## 정류장 구조
2면 2선의 대향식 교차점을 사이로 남쪽(미나미17조니시 14초메)에 니시 4초메 방면, 북쪽(미나미16조니시 14초메)에 스스키노 방면 승강장이 있고 안전 지대가 설치되어 있다. 안전 지대에는 로드 히팅이 꾸며져, 역사가 설치되어 있다.
니시 4초메 방면 승강장 남쪽으로는 건늠선이 있고 회송 운전 시 사용된다. 주오토쇼칸마에 정류장과 달리 스스키노 방면 승강장에서 더 남쪽으로 나아가고 본선에서 일단 정지하여 가선에 들어간다.

## 정류장 주변
- 야마하나 우체국
- 호쿠요 은행 니시센 지점

## 역사
- 1931년 11월 23일:[1]"미나미16조"의 명칭으로 정류장 개업(단선).
- 1950년 3월 24일: "니시센16조"로 변경.
- 1951년 10월 5일: 복선화.
- 2015년 4월 1일: 정류장 번호 설정.

## 인접역
| 삿포로 시 교통국 ● 삿포로 시영 전차 야마하나니시 선 | 삿포로 시 교통국 ● 삿포로 시영 전차 야마하나니시 선 | 삿포로 시 교통국 ● 삿포로 시영 전차 야마하나니시 선 |
| --------------------------------------------------- | --------------------------------------------------- | --------------------------------------------------- |
| SC08 니시센14조 외선 순환                           | 시영 전철 운행 계통                                 | SC10 로프웨이이리구치 내선 순환                     |